# Qumrán
Qumrán (en hebreo: קומראן, en árabe: خربة قمران‎ Jirbé Qumrān) es un sitio arqueológico localizado en Cisjordania (Palestina), en el norte del Valle del Mar Muerto y administrado por el Parque Nacional Qumrandebido a la ocupación israelí. Está emplazado en una meseta de marga seca a unos 1,5 km de la costa noroeste del Mar Muerto, junto al kibutz de Kalia. El asentamiento del período helenístico fue construido durante el reinado del mandatario asmoneo Juan Hircano I entre 134 y 104 a. C., y tuvo diferentes etapas de ocupación hasta probablemente la caída de Jerusalén en el año 70, cuando Tito y la Legio X Fretensis destruyeron el asentamiento esenio en el año 68. La importancia de este wadi es la presencia de las ruinas (khirbet) de Qumrán y de las cuevas descubiertas en 1947, que contenían un valioso tesoro arqueológico y bíblico. 
Qumrán estaba habitada por una comunidad judía de finales del período del Segundo Templo, que la mayoría de los estudiosos identifican con la congregación mística de los esenios. Fue ocupada la mayor parte del tiempo hasta 68 CE y fue destruida por los romanos durante la primera guerra judeo-romana, posiblemente tan tarde como 73 CE. Más tarde fue utilizado por los rebeldes judíos durante la Revuelta de Bar Kokhba. Hoy en día, el sitio de Qumrán es conocido como el asentamiento más cercano a las cuevas de Qumran, donde se escondieron los Rollos del Mar Muerto, cuevas en los escarpados acantilados del desierto y debajo, en la terraza de marga. Las principales excavaciones en Qumran fueron realizadas por Roland de Vaux en la década de 1950, y se han llevado a cabo varias excavaciones posteriores.
Desde que Israel ocupase militarmente Cisjordania tras la guerra de los Seis Días de 1967, Qumrán está siendo administrado por la Autoridad de la Naturaleza y Parques de Israel.

## Localización

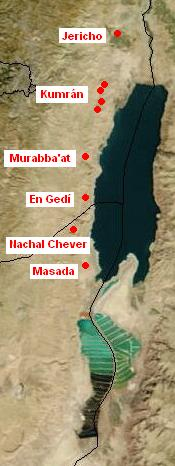
Localización de Qumrán en la región occidental del mar Muerto

Qumrán es el nombre árabe contemporáneo dado a unas ruinas donde es posible que habitara una comunidad de la congregación judía de los esenios, situadas en una terraza a unos dos kilómetros del mar Muerto y 13 km al sur de Jericó, en el término municipal de la localidad palestina de Al-Ubeidiya, en el área C de la gobernación de Belén. Se encuentra sobre los acantilados que se hallan tras la estrecha franja costera, cerca del oasis de Ayin Feshja, a 375 metros bajo el nivel del mar Mediterráneo. 
Cerca de estas ruinas, entre los riscos al occidente, se encuentra un conjunto de cuevas donde en 1947 un pastor beduino descubrió casualmente rollos con textos religiosos. Excavaciones arqueológicas realizadas desde 1950 en once cuevas han permitido encontrar diversos manuscritos sobre la historia, tesis, estatutos y reglamentos de la Comunidad de la Alianza que habitó el sitio; libros apócrifos intertestamentarios, y las versiones de libros de la Biblia en hebreo y arameo más antiguas que se conocen. Desde 1951 fueron excavadas también las ruinas.

## Historia

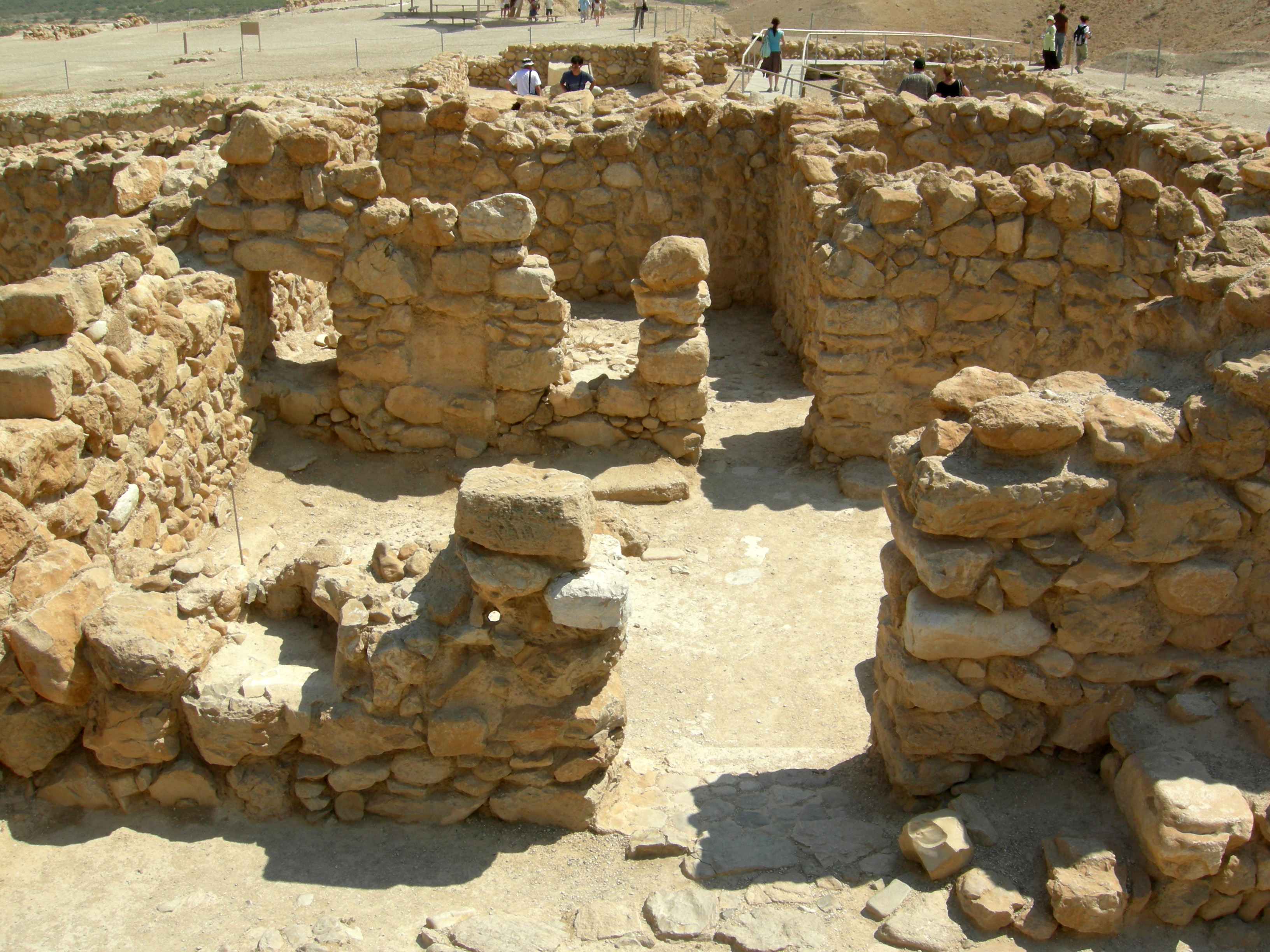
Qumrán

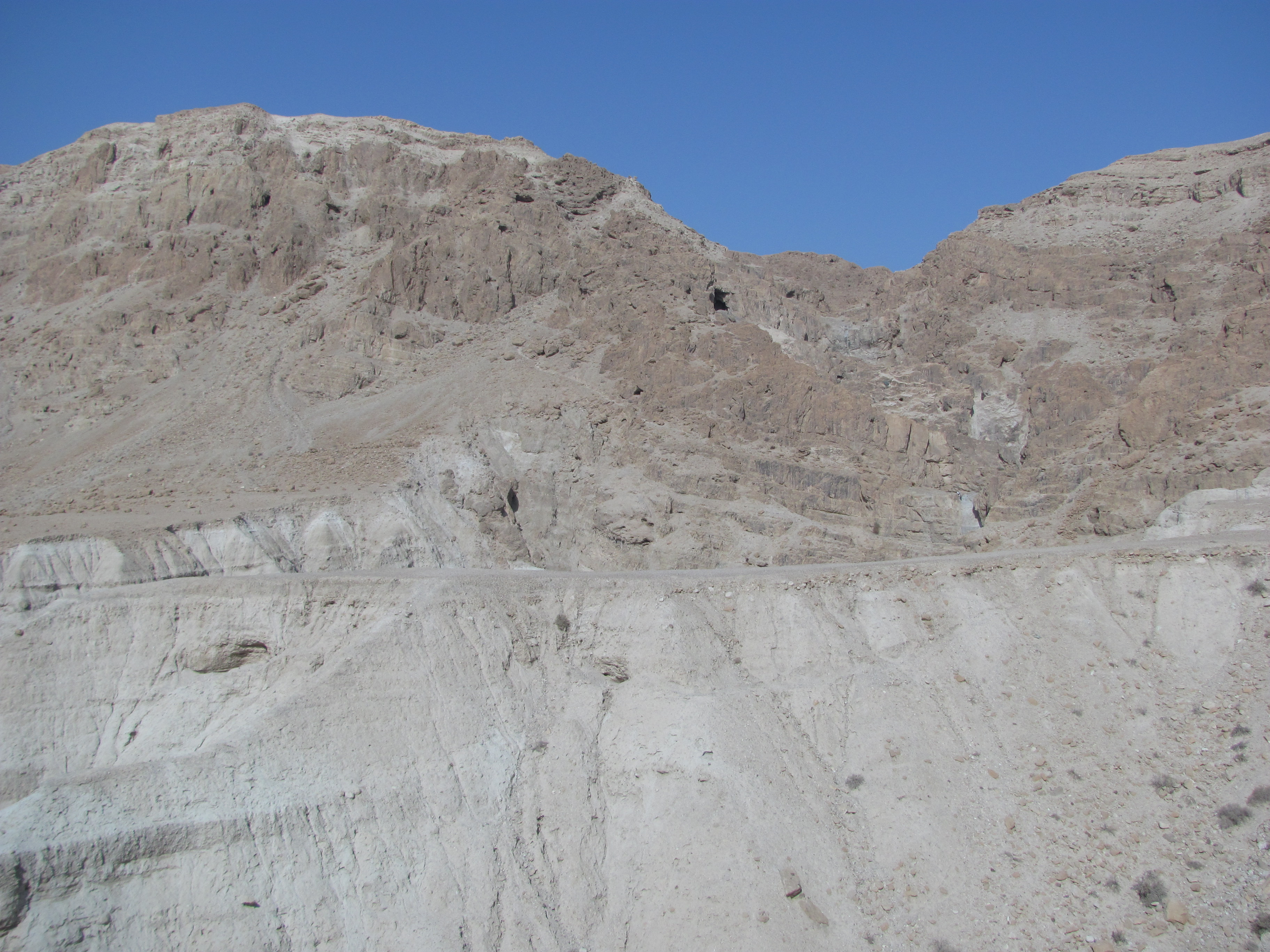
Cuevas cercanas a Qumrán

La construcción original data del siglo VIII a. C. y duró abandonada varios siglos antes de ser reutilizada por los esenios; era una pequeña fortaleza, con algunas habitaciones en el interior y una cisterna circular para el abastecimiento de agua. Algunos autores creen que era el sitio que algunos escritos antiguos llaman Secaca. Lo que quedaba en pie fue ocupado por una comunidad hacia el 135 a. C. o unos años antes, cuando se añadieron dos cisternas rectangulares, una red de acequia y dos hornos de alfarería. Los escritos de la comunidad se refirieron desde entonces al sito como Damasco.
Hacia el 100 a. C. la construcción fue ampliada notablemente para servir a un número mayor de personas. Fue construido un sistema mucho más complejo de abastecimiento de agua alimentado por una corriente estacional que corría cerca y llevado por un túnel y canales hacia grandes cisternas de almacenamiento, tres de ellas enormes. 
Se levantó una torre maciza cuadrada que protegía la entrada y se construyeron también depósitos y salones amplios, uno de ellos con bancos a lo largo de las paredes, apto para reunir muchas personas y otro, al lado, con una cocina y una despensa adyacentes, vajillas y otras señales de haber servido como comedor. La mayoría de las personas que usaban estos salones no tenían instalaciones adecuadas para residir permanentemente allí, por lo que se supone que una parte habitaba extramuros, en campamentos en Ayin Feshja y sitios cercanos, donde hombres y mujeres practicaban labores agrícolas o pastoriles para garantizar su sustento, tal y como lo exigían las propias reglas de la comunidad encontradas en las cuevas. La construcción principal tenía 40 por 30 metros y el conjunto se extiende 80 metros a lo ancho y tiene 90 m de profundidad en su ala oeste, 40 m en el centro y 70 m en el ala este.
Se encontró en Qumrán un ostracón (tiesto inscrito) con varias líneas en escritura hebrea. Es un contrato en el que un hombre llamado Honi dona sus posesiones, incluido un edificio, un olivar y un huerto de higueras, a un grupo llamado yajad (hebreo, juntos, comunidad). Si esta lectura es correcta, sirve de evidencia para identificar a la congregación que vivía en Qumrán, y el nombre por el cual los miembros del grupo se designaban a sí mismos. Este término aparece en otros manuscritos de los esenios.
Se han encontrado mil doscientas tumbas, cubiertas de piedra y alineadas en sentido norte-sur, contrariando la costumbre judía. Aunque la mayor parte de los enterramientos son de varones, hay también de mujeres y unos pocos de niños. El único lugar donde se han encontrado tumbas judías similares, una docena, es En el-Ghuweir, 15 km al sur de Qumrán, donde hay unas ruinas de dimensión mucho menor, que datan del siglo I a. C..

La antigua fortaleza parece haber sido abandonada tras un terremoto o por otras causas en el 31 a. C. y reocupada desde el 4 a. C. Entonces fueron reconstruidas todas las instalaciones. Se ha encontrado una gran cantidad de piezas de cerámica idénticas a las descubierta en la primera cueva, e incluso una jarra idéntica a la usada para depositar los rollos, así como tres mesas largas cubiertas de yeso y varios tinteros que datan de esta época final de la ocupación del sitio y que indican que en el primer piso había un lugar destinado para escribir o copiar manuscritos como los encontrados en las cuevas. La construcción fue destruida en el 68 d. C. por los romanos, que mantuvieron allí por un tiempo corto un puesto militar.